# Werner Fuchss
Werner Fuchss, né le 31 octobre 1903 à Zurich et mort le 3 mars 1991 à Aran, est un diplomate et musicographe vaudois.

## Biographie
Werner Fuchss s'inscrit à la Faculté de droit de l'université de Zurich et finit ses études en 1928. Parallèlement, il prend des cours de piano au Conservatoire de Zurich.
En 1928, Werner Fuchss entre au Département politique fédéral à Berne où il fera toute sa carrière. Après un stage de formation à Manchester, il est envoyé en 1929 à New York comme chargé des affaires juridiques du Consulat général de Suisse. De 1936 à 1940, il travaille avec Arthur de Pury, ambassadeur à La Haye, ensuite de 1941 à 1945 à Lisbonne. En 1945, il retourne aux États-Unis, à Washington, où il est conseiller économique à la légation. De 1950 à 1953, il est envoyé à Caracas et de 1953 à 1957 à Varsovie. Il repart ensuite pour le Guatemala avant d'être nommé, en 1960, ambassadeur à Athènes. Son dernier poste est celui d'ambassadeur en Hongrie.
Pendant toute son activité d'ambassadeur, il ne cesse de s'intéresser à la musique et aux musiciens. Ainsi, c'est grâce à lui qu'ont été invités à Athènes Ernest Ansermet avec l'orchestre de la Suisse romande et Edmond de Stoutz avec l'Orchestre de chambre de Zurich. En Hongrie, il renforce les liens culturels entre musiciens suisses et hongrois.
À sa retraite, en 1968, Werner Fuchss s'installe à Grandvaux et s'occupe de recherches biographiques sur des musiciens. On doit à ce passionné de musicologie, ami de Pablo Casals, notamment une publication sur Béla Bartók et la Suisse (1973) ainsi qu'une biographie d'Ignacy Paderewski (1981).

## Sources
- « Werner Fuchss », sur la base de données des personnalités vaudoises sur la plateforme « Patrinum » de la Bibliothèque cantonale et universitaire de Lausanne.
- Jean-Louis Matthey: "Qui était Werner Fuchss (1903-1991)?", in: Revue musicale de Suisse romande, n°3, 1996